# 기탄교육
기탄교육은 1992년에 설립하였으며, 교육출판회사이다. 기탄학습지는 학습지를 전개하고 있으며, 다양한 학습지 브랜드로 갖추고 있다. 현재 기탄교육은 학습지로는 '기탄국어, 한글떼기, 기탄한글, 기탄수학, 기탄사고력수학, 영단어 암기 끝!, 기탄 한자 빨리따기, 기탄중국어' 등이 있다. 그중, 기탄수학은 기탄교육을 대표하는 학습지이다.
출판 브랜드로 '기탄세계창작동화, 기탄명작동화, 전래동화' 등이 있다.

## 웹사이트
- 기탄교육